# 卫南洼
卫南洼泛指天津旧城以南低洼地区，因处天津卫的南边，故名“卫南洼”。由于天津方言中凡称“卫”者多指明代事物，据此推证，水上公园所处地区从明代以前即为天津的洼淀湖泊之一。由于天津城南地势低洼，八里台卫南洼一带便成了夏秋多雨季节的泄洪积涝之地，凡大洪涝之后的积水需经二三年后方能干涸，因此，此地就形成了不宜种植庄稼的洼涝之地。其中一处最深最大的窑坑，人称“青龙潭”，深不见底，芦苇茂盛，水禽栖息。
卫南洼是天津卫城南的洼淀湖泊的总称，广义的卫南洼是八里台向南包括东大洼、西大洼、跑水洼、黄花洼、大波洼、青泊洼以及团泊洼等的总称，是绵延百里、地势低洼的荒地，荒地之中有滩涂、水汊、芦苇荡、湿地。

## 遗存
随着城市建设，卫南洼面积逐渐缩减至东临卫津河，西至大沽排污河，南至大芦北口，北抵王兰庄的区域，由北向南的遗存湖泊如下：
- 天津大学校园：青年湖、敬业湖、爱晚湖、友谊湖
- 南开大学校园：马蹄湖、新开湖
- 天津水上公园
- 梅江公园
- 团泊洼、团泊洼水库